# Ібіс червоний
І́біс черво́ний(Eudocimus ruber) — птах з родини ібісових.

## Морфологічні ознаки
Все оперення й ноги червоного ібіса забарвлені в яскраво-червоний колір. Він досягає до 70 см завдовжки і важить до 500 г. Самець та самка виглядають однаково.

## Поширення
Ібіс червоний поширений на півночі Південної Америки, від західної Венесуели через Гаяну аж до гирла Амазонки в Бразилії, а також на острові Тринідад. Трапляється у відносно великих колоніях.
МСОП оцінює всю популяцію червоного ібіса в 100 000—150 000 особин і класифікує вид як такий, що не перебуває під загрозою.

## Спосіб життя і харчування
Ібіс червоний живе у великих групах, що нараховують часто по кількасот родичів. Його раціон становлять комахи, молюски, краби і риби. Своїм серпоподібним зігнутим униз дзьобом він відшукує в м'якій тині черв'яків і крабів.

## Розмноження
Гніздиться навесні на мангрових островах на кущах та деревах. Кладка налічує з 1—3 яєць, період інкубації становить 21—23 дні. У пташенят коричневе оперення, а червоне забарвлення з'являється тільки на другому році життя, через 3 роки вони стають статевозрілими. Тривалість життя цих птахів становить 20 років.

## Цікаві факти
- Ібіса червоного зображено на гербі Тринідаду і Тобаго.

## Галерея
- Відео

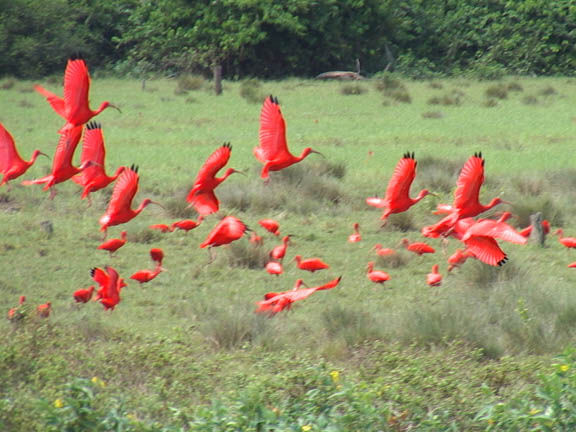
Червоні ібіси у польоті
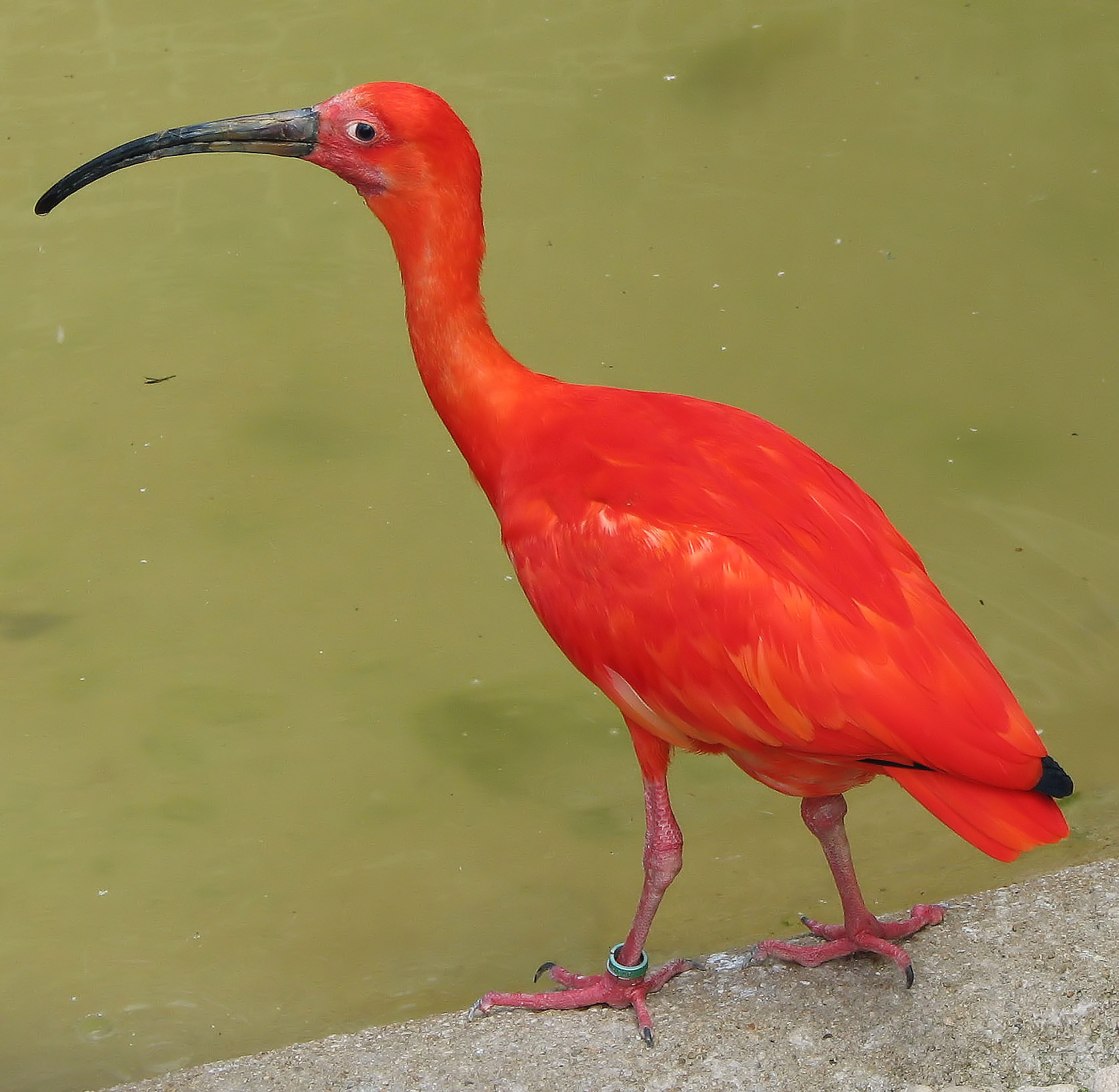
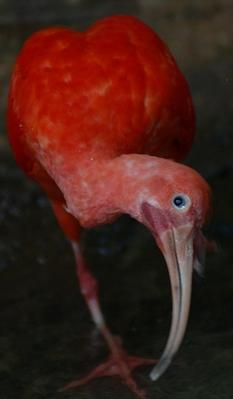
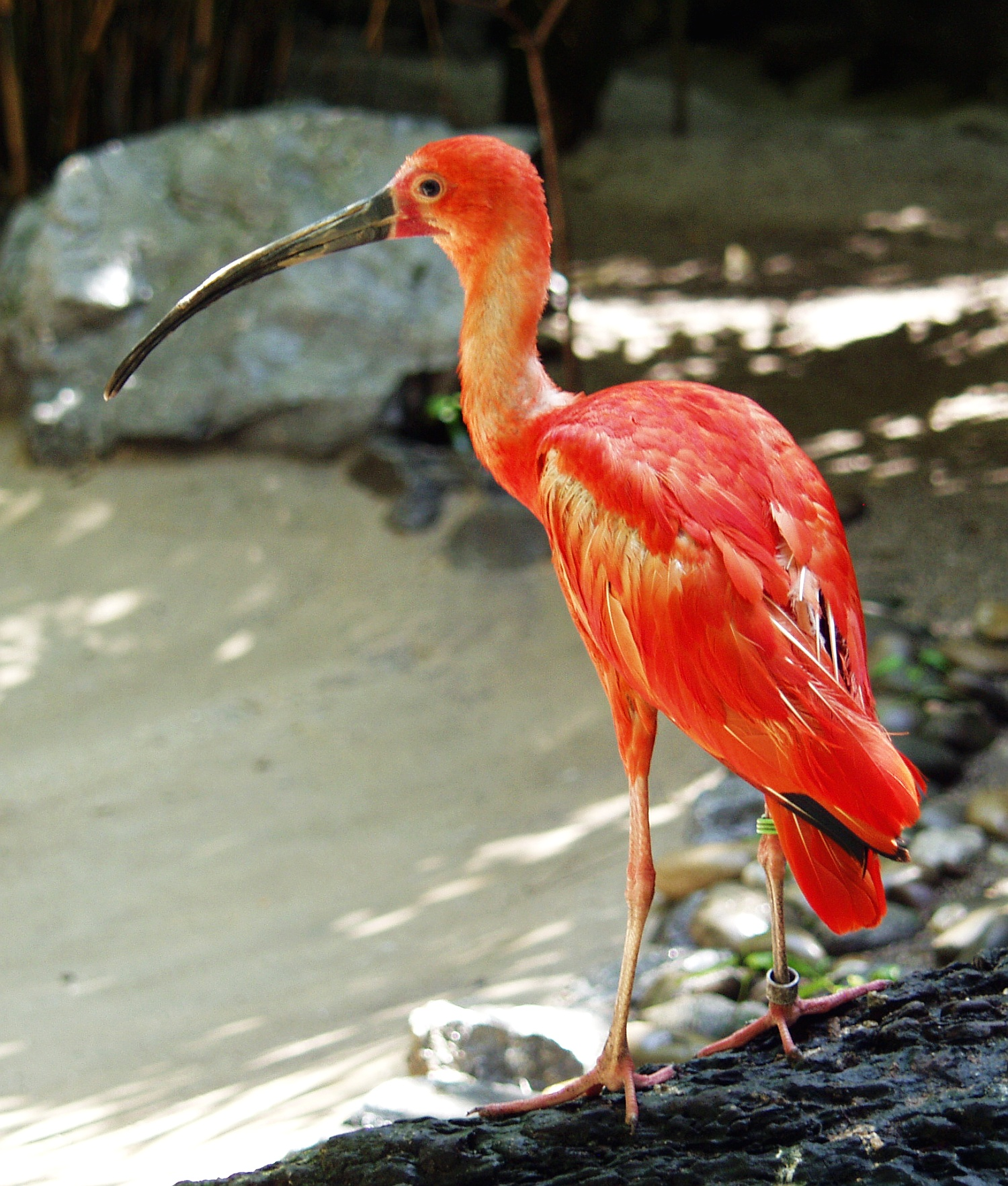
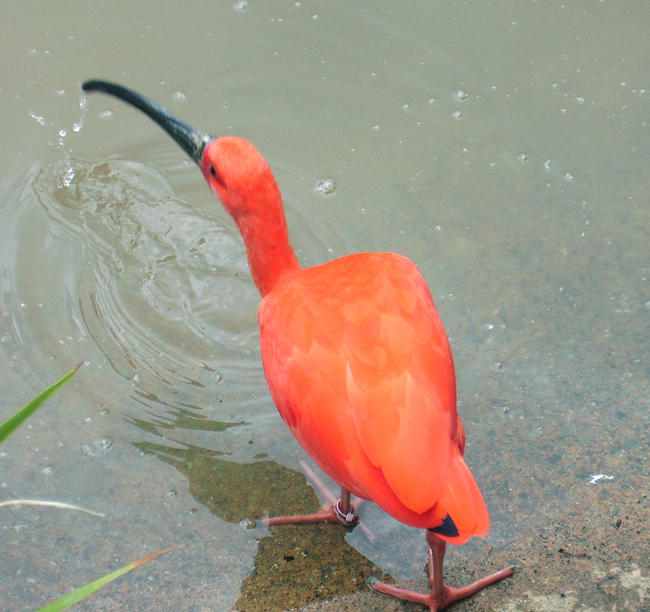
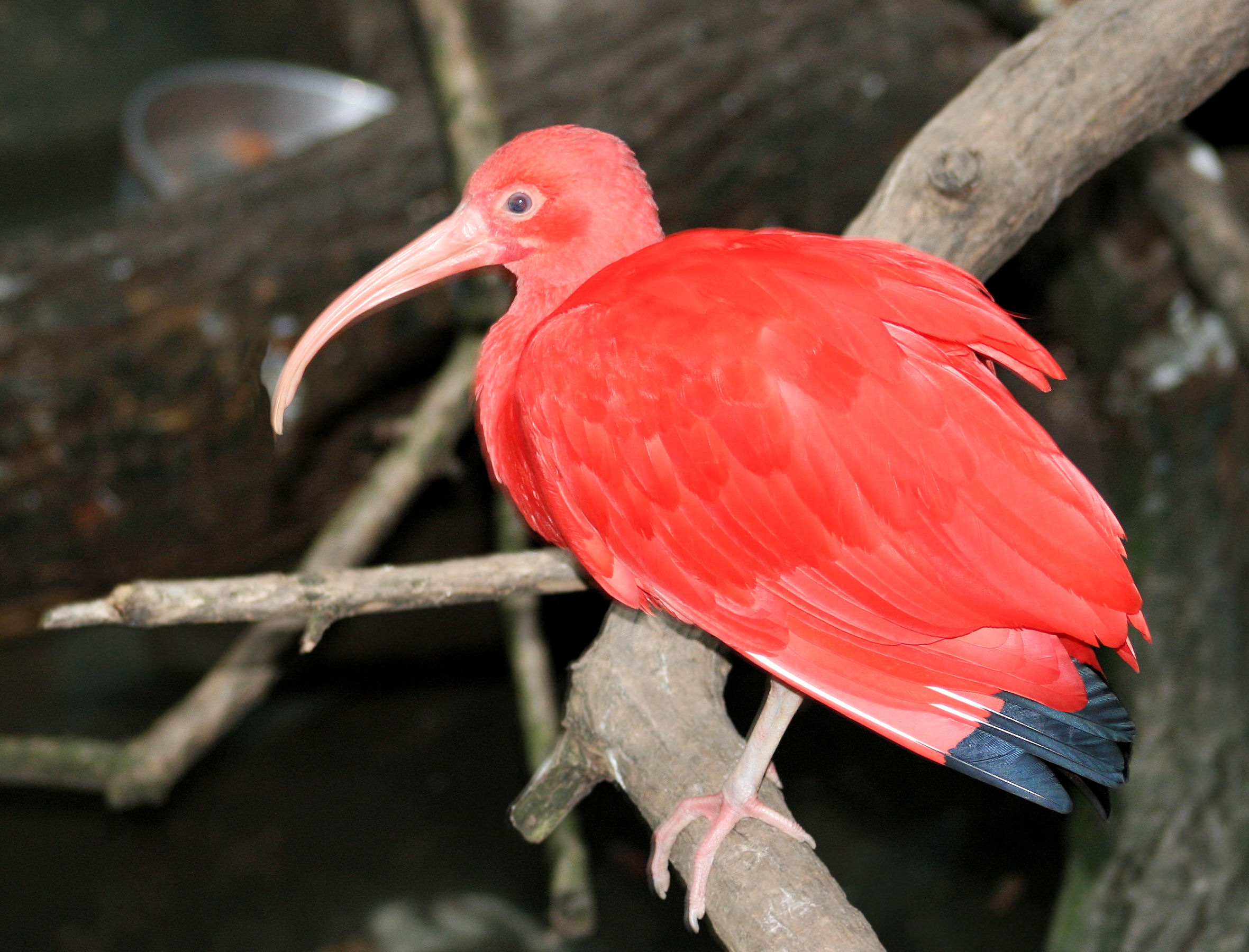
Ібіс червоний у зоопарку Бронксу
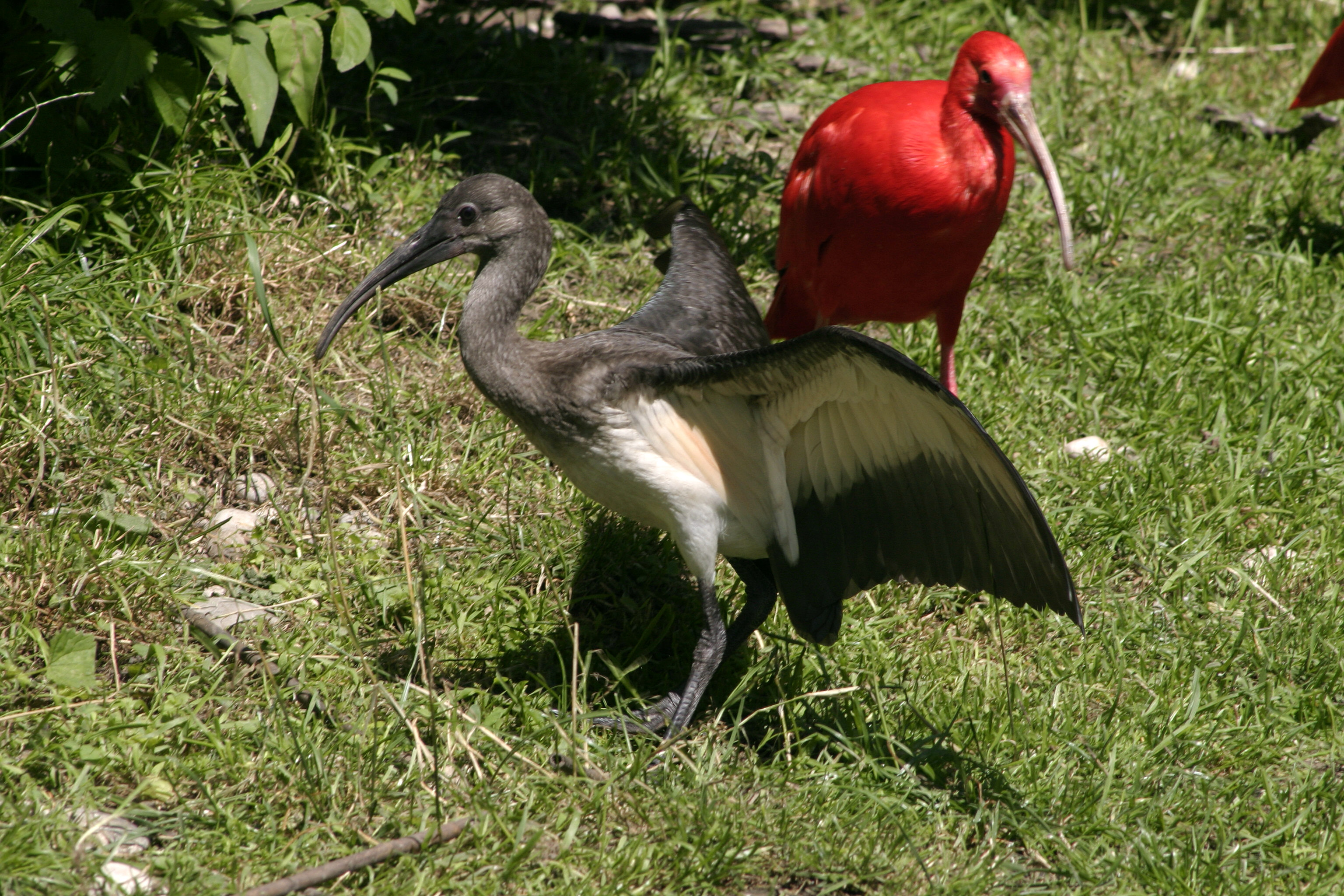
Молодий червоний ібіс
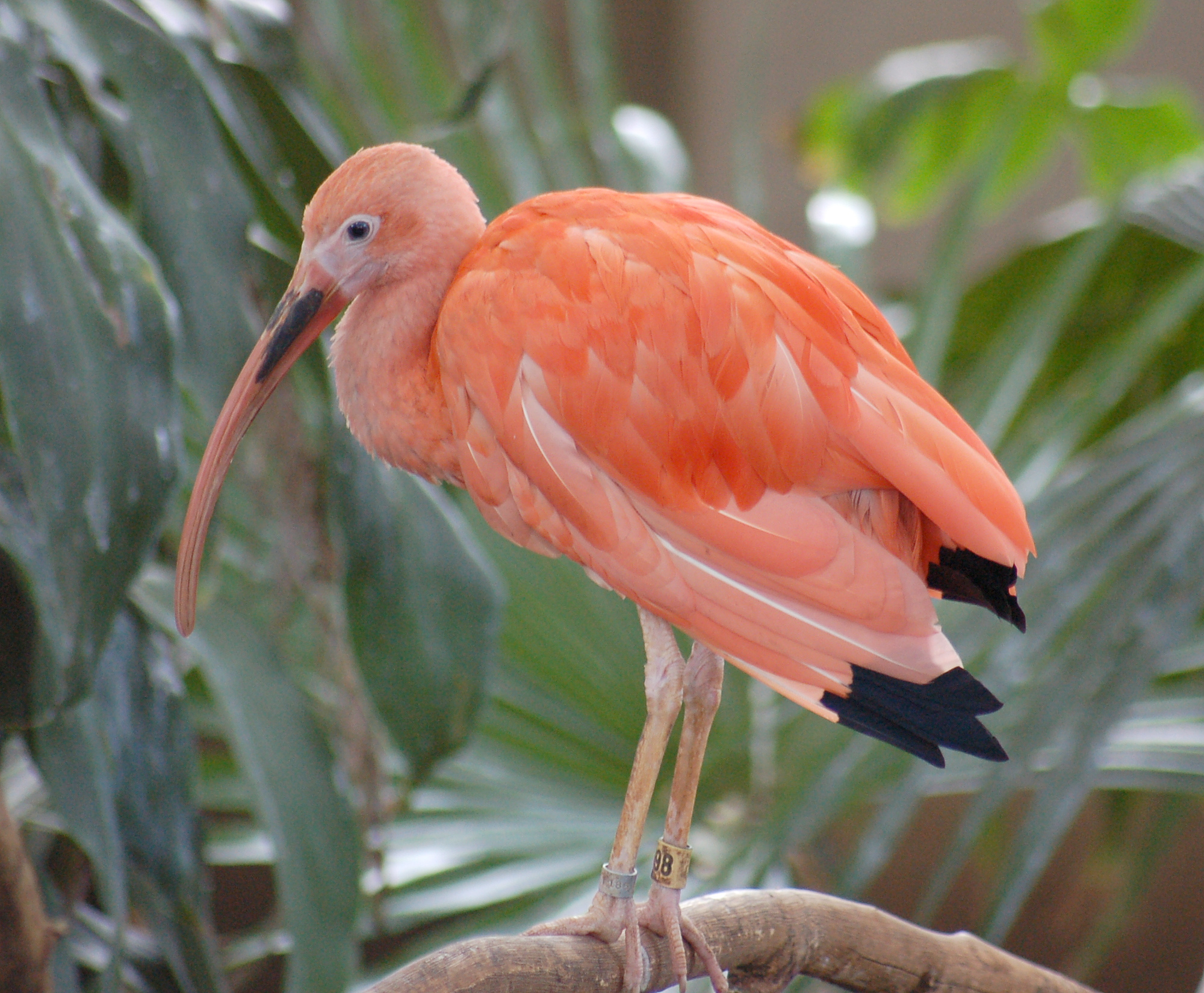
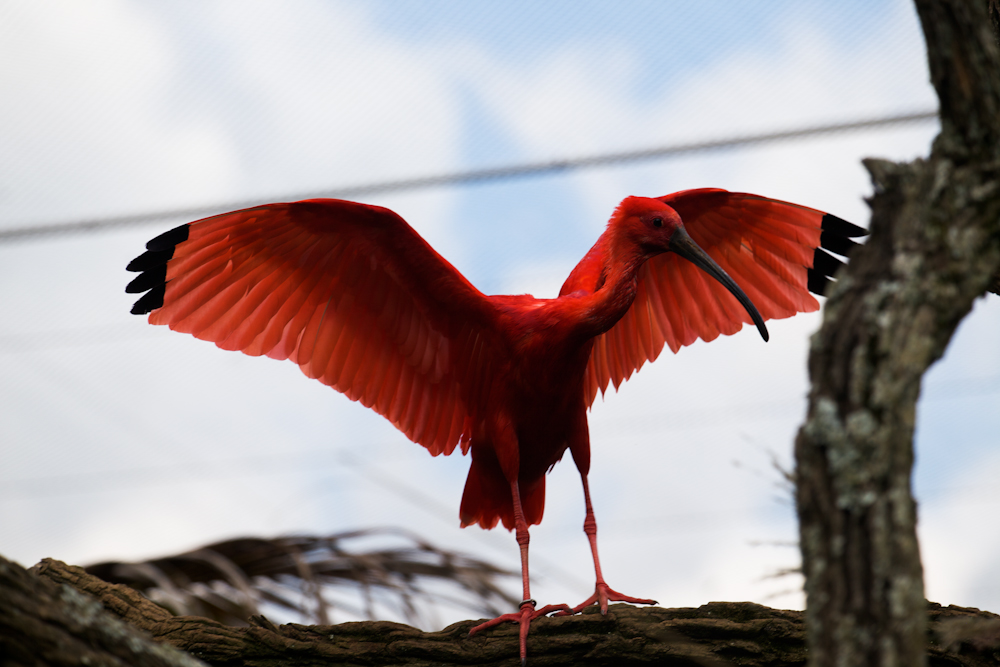
З розправленими крилами